# Championnats d'Europe de tennis de table 1966
Navigation
Édition précédente Édition suivante
Les championnats d'Europe de tennis de table 1966, cinquième édition des championnats d'Europe de tennis de table, ont lieu du 13 au 20 avril 1966 à Londres, au Royaume-Uni.
Le titre en simple messieurs est remporté par le suédois Kjell Johansson, et en simple dames par la roumaine Maria Alexandru.